# لي يوانيي
لي يوانيي (بالصينية: 李源一) (28 أغسطس 1993 في الصين - ) هو لاعب كرة قدم صيني في مركز الوسط. شارك مع منتخب الصين تحت 20 سنة لكرة القدم ومنتخب الصين تحت 23 سنة لكرة القدم. أما مع النوادي، فقد لعب مع غوانغجو إفرغراند تاوباو ونادي بوافيشتا ونادي ليتشويس وأتلتيكو كاسا بيا.

## روابط خارجية
- لي يوانيي على موقع قاعدة بيانات كرة القدم.إي يو (الإنجليزية)
- لي يوانيي على موقع Soccerway.com (الإنجليزية)